# Frankenberg (Kulmbach)
Frankenberg (oberfränkisch: Frangnbärch) ist ein Gemeindeteil der Großen Kreisstadt Kulmbach im Landkreis Kulmbach (Oberfranken, Bayern). Frankenberg liegt in der Gemarkung Katschenreuth.

## Geografie
Das Dorf liegt am linken Ufer des Mains. Ein Anliegerweg führt nach Katschenreuth (0,6 km südöstlich).

## Geschichte
Der Ort wurde 1361 als „Frankenberg“ erstmals urkundlich erwähnt. Das Bestimmungswort ist Franco, der Personenname des Siedlungsgründers.
Der Burgsitz der Plassenburg wurde vermutlich 1430 bei einem Hussitenangriff zerstört. Da man in den Unterlagen nichts von Schäden findet, kann man annehmen, dass der Dreißigjährige Krieg (1618–1648) an Frankenberg beinahe spurlos vorbeigegangen ist.
Gegen Ende des 18. Jahrhunderts bestand Frankenberg aus 22 Anwesen. Das Hochgericht übte das bayreuthische Stadtvogteiamt Kulmbach aus. Es hatte zugleich die Dorf- und Gemeindeherrschaft. Grundherren waren
- das Klosteramt Kulmbach (9 Anwesen: 1 Hof, 1 Halbgütlein, 2 Viertelgütlein, 2 Söldengüter, 1 Söldengütlein, 2 Halbhäuser),
- das Rittergut Thurnau (5 Anwesen: 2 Güter, 1 Gütlein, 2 Söldengüter),
- das Rittergut Steinenhausen (6 Sölden),
- das Rittergut Kirchleus (2 Güter).[8]

Von 1797 bis 1810 unterstand der Ort dem Justiz- und Kammeramt Kulmbach. Mit dem Gemeindeedikt wurde Frankenberg dem 1811 gebildeten Steuerdistrikt Schwarzach zugewiesen. 1812 erfolgte die Überweisung an den Steuerdistrikt Katschenreuth und der neu gebildeten gleichnamigen Ruralgemeinde. Am 1. Juli 1976 wurde Frankenberg im Zuge der Gebietsreform in Bayern nach Kulmbach eingegliedert.

### Einwohnerentwicklung
| Jahr      | 001809 | 001818 | 001861 | 001871 | 001885 | 001900 | 001925 | 001950 | 001961 | 001970 | 001987 |
| Einwohner | 89     | 100    | 111    | 111    | 115    | 95     | 94     | 120    | 97     | 101    | 98     |
| Häuser    |        | 19     |        |        | 20     | 20     | 20     | 18     | 19     |        | 22     |
| Quelle    | [ 13 ] | [ 9 ]  | [ 14 ] | [ 15 ] | [ 16 ] | [ 17 ] | [ 18 ] | [ 19 ] | [ 20 ] | [ 21 ] | [ 1 ]  |

## Religion
Frankenberg ist seit der Reformation evangelisch-lutherisch geprägt und nach St. Aegidius (Melkendorf) gepfarrt.